# Dzierzków (Radom)
Dzierzków – dzielnica Radomia we wschodniej części miasta, dawniej wieś.

## Położenie i granice
Wieś, której tereny zostały włączone w granice miasta, jako dzielnica rozciągała się pierwotnie wzdłuż obecnej ulicy Żeromskiego, a na wschód od ulic Focha, Piłsudskiego i Chrobrego. Od północy ograniczał ją Potok Północny. W związku z intensywną rozbudową miasta w XIX wieku wieś Dzierzków przeniesiono na wschód w kierunku Sadkowa. Część gruntów wsi o powierzchni około 8 ha włączono do miasta w 1823, aby utworzyć na nich Nowy Ogród. W późniejszych latach etapami włączano wieś w granice miasta, tworząc dzielnicę Dzierzków.
Obecnie dzielnica jest ograniczona od północy linią kolejową Radom – Dęblin, po drugiej stronie której znajduje się Gołębiów (Osiedle Nad Potokiem). Od zachodu graniczy ze Śródmieściem, od południa wzdłuż ul. Odrodzenia z Glinicami, a z Sadkowem od wschodu wzdłuż alei Wojska Polskiego. Przez północny skraj dzielnicy przepływa rzeka Sadkówka (Potok Północny) – prawy dopływ rzeki Mlecznej. W zabudowie dominują jednorodzinne domy mieszkalne, dużą część dzielnicy zajmują działki ogrodnicze.

## Ważne obiekty
Na terenie dzielnicy znajduje się Giełda Rolna, Urząd Celny oraz Regionalne Centrum Doradztwa Rozwoju Rolnictwa i Obszarów Wiejskich. Przy ul. Szczecińskiej znajduje się parafia pw. św. Urszuli Ledóchowskiej, a przy ul. Odrodzenia Publiczna Szkoła Podstawowa Nr 1 im. I. Daszyńskiego.

## Komunikacja miejska
Można tu dojechać autobusami linii: 5, 14, 21, 24. Wzdłuż al. WP (wschodnia obwodnica Radomia) przebiegają trasy dwóch dróg krajowych: nr 9: (trasa międzynarodowa E371) Radom – Barwinek (Słowacja) oraz nr 12: Łęknica (Niemcy) – Dorohusk-Berdyszcze (Ukraina).
Przez Dzierzków przebiega bocznica kolejowa do lotniska na Sadkowie (połączenia pasażerskie relacji Radom PKP – Radom Sadków Lotnisko, uruchamiane są przez spółkę Koleje Mazowieckie na czas pokazów lotniczych "Air show"). 